# Дипломатические отношения Туркменистана
Дипломатические отношения — основная форма поддержания официальных отношений между суверенными государствами, а также некоторыми другими субъектами международного права.
Установление дипломатических отношений происходит в результате переговоров между представителями заинтересованных государств непосредственно или через дипломатических представителей третьих государств и оформляется в виде обмена посланиями, письмами, нотами между главами государств и правительств или министрами иностранных дел. Стороны договариваются о самом факте установления дипломатических отношений, уровне дипломатических представительств (посольство или миссия), дате вступления в силу соглашения, сроке и порядке его опубликования.
Внешняя политика Туркменистана определяется Президентом Туркменистана и осуществляется Министерством иностранных дел Туркменистана — основным органом исполнительной власти, осуществляющим государственное управление и единую государственную политику Туркменистана в области отношений с иностранными государствами и другими субъектами международного права.
Внешняя политика осуществляется на основе Конституции Туркменистана, Конституционного закона «О постоянном нейтралитете Туркменистана», Концепции внешней политики Туркменистана как нейтрального государства, других законодательных актов.
Основными задачами внешней политики Туркменистана являются:
- Сохранение и укрепление государственного суверенитета Туркменистана, возрастание его роли и значения в системе международных отношений;
- Создание максимально благоприятных внешнеполитических условий для внутреннего развития государства;
- Отстаивание и реализация национальных интересов Туркменистана всеми формами сложившихся в международной практике дипломатических контактов;
- Обеспечение безопасности Туркменистана политическими, дипломатическими средствами;
- Развитие конструктивного взаимовыгодного сотрудничества со всеми зарубежными партнёрами на основах равноправия и взаимоуважения;
- Обеспечение полного соответствия внешнеполитических действий Туркменистана международному праву и Уставу ООН.

## Отношения с государствами — членами ООН
- (по состоянию на 2022 год)

Туркменистан установил и поддерживает дипломатические отношения со 151 из 193 существующих ныне международно признанных государств-членов ООН.

## Отношения с непризнанными или частично признанными государствами
Туркменистан установил и поддерживает дипломатические отношения с частично признанным Государством Палестина, имеющим статус наблюдателя при ООН.

## Отношения со Святым Престолом и Мальтийским орденом
Туркменистан установил и поддерживает дипломатические отношения со Святым Престолом — суверенным субъектом международного права, владеющим собственной вспомогательной суверенной территорией — Ватикан, имеющим статус наблюдателя при ООН, и Мальтийским Орденом — рыцарским религиозным орденом Римско-католической церкви, имеющим статус организации-наблюдателя при ООН.

## Дипломатические представительства
В Туркменистане аккредитовано 79 иностранных дипломатических представительств. 31 из них имеет посольства в Туркменистане, остальные аккредитованы по совместительству и посольств на территории Туркменистана не имеют. Все посольства иностранных государств в Туркменистане находятся в городе Ашхабаде. Несколько иностранных государств имеют консульские учреждения в других городах Туркменистана.
Туркменистан имеет посольства в 30 иностранных государствах, в других иностранных государствах дипломатические представительства Туркменистана аккредитованы по совместительству.
В 2 государствах: Молдавии и Сирии — были открыты посольства Туркменистана, однако в дальнейшем их содержание было признано нецелесообразным, и посольства были закрыты.
| Название государства      | Дата установления отношений | Иностранное представительство в Туркменистане                                   | Представительство Туркменистана за рубежом                               |
| ------------------------- | --------------------------- | ------------------------------------------------------------------------------- | ------------------------------------------------------------------------ |
| Австралия                 | 14.05.1992                  | Посольство в России (совм.)                                                     | нет                                                                      |
| Австрия                   | 16.10.1992                  | Посольство в Астане (совм.)                                                     | Посольство в Вене                                                        |
| Азербайджан               | 09.06.1992                  | Посольство в Ашхабаде                                                           | Посольство в Баку                                                        |
| Албания                   | 24.03.1994                  | нет                                                                             | нет                                                                      |
| Алжир                     | 21.09.1994                  | Посольство в Анкаре (совм.)                                                     | нет                                                                      |
| Ангола                    | 18.06.1997                  | Посольство в Москве (совм.)                                                     | нет                                                                      |
| Андорра                   | 17.04.2008                  | нет                                                                             | нет                                                                      |
| Аргентина                 | 24.09.1992                  | Посольство в Москве (совм.)                                                     | нет                                                                      |
| Армения                   | 09.10.1992                  | Посольство в Ашхабаде Архивная копия от 3 мая 2019 на Wayback Machine           | Посольство в Ереване                                                     |
| Афганистан                | 21.02.1992                  | Посольство в Ашхабаде                                                           | Посольство в Кабуле Архивная копия от 27 мая 2019 на Wayback Machine     |
| Багамские острова         | 07.10.2016                  | нет                                                                             | нет                                                                      |
| Бангладеш                 | 28.02.1992                  | Посольство в Тегеране (совм.)                                                   | Посольство в Дели (совм.)                                                |
| Бахрейн                   | 15.12.1995                  | Посольство в Анкаре (совм.)                                                     | Посольство в Эр-Рияде (совм.)                                            |
| Беларусь                  | 21.01.1993                  | Посольство в Ашхабаде Архивная копия от 23 мая 2019 на Wayback Machine          | Посольство в Минске                                                      |
| Белиз                     | 11.09.1996                  | нет                                                                             | нет                                                                      |
| Бельгия                   | 01.02.1993                  | Посольство в Баку (совм.) Архивная копия от 31 октября 2015 на Wayback Machine  | Посольство в Брюсселе                                                    |
| Бенин                     | 27.07.2018                  | Посольство в Анкаре (совм.)                                                     | нет                                                                      |
| Болгария                  | 20.05.1992                  | Посольство в Астане (совм.)                                                     | Посольство в Москве (совм.)                                              |
| Боливия                   | 09.07.1996                  | нет                                                                             | нет                                                                      |
| Босния и Герцеговина      | 17.06.1996                  | Посольство в Тегеране (совм.)                                                   | нет                                                                      |
| Бразилия                  | 03.04.1996                  | Посольство в Астане (совм.) Архивная копия от 14 апреля 2019 на Wayback Machine | Постпредство при ООН (совм.)                                             |
| Бруней                    | 22.02.1999                  | нет                                                                             | Пос-во в Куала-Лумпуре (совм.)                                           |
| Буркина-Фасо              | 12.03.2016                  | Посольство в Москве (совм.) Архивная копия от 7 мая 2019 на Wayback Machine     | нет                                                                      |
| Бурунди                   | 12.12.2015                  | нет                                                                             | нет                                                                      |
| Святой Престол (Ватикан)  | 10.07.1996                  | Нунциатура в Ашхабаде Архивная копия от 12 февраля 2011 на Wayback Machine      | Посольство в Женеве (совм.)                                              |
| Великобритания            | 23.01.1992                  | Посольство в Ашхабаде Архивная копия от 21 декабря 2016 на Wayback Machine      | Посольство в Лондоне                                                     |
| Венгрия                   | 11.05.1992                  | Посольство в Тегеране (совм.)                                                   | Посольство в Вене (совм.)                                                |
| Венесуэла                 | 30.04.1996                  | Посольство в Тегеране (совм.)                                                   | Постпредство при ООН (совм.)                                             |
| Вьетнам                   | 29.07.1992                  | Посольство в Москве (совм.)                                                     | Посольство в Пекине (совм.)                                              |
| Гайана                    | 11.06.1997                  | нет                                                                             | нет                                                                      |
| Гамбия                    | 09.08.2012                  | нет                                                                             | нет                                                                      |
| Греция                    | 10.06.1992                  | Посольство в Москве (совм.)                                                     | нет                                                                      |
| Гана                      | 17.09.1992                  | Посольство в Тегеране (совм.)                                                   | нет                                                                      |
| Гватемала                 | 22.08.1996                  | нет                                                                             | нет                                                                      |
| Экваториальная Гвинея     | 08.12.1992                  | нет                                                                             | нет                                                                      |
| Германия                  | 06.03.1992                  | Посольство в Ашхабаде                                                           | Посольство в Берлине                                                     |
| Грузия                    | 16.07.1992                  | Посольство в Ашхабаде                                                           | Посольство в Тбилиси                                                     |
| Дания                     | 21.01.1992                  | Посольство в Москве (совм.)                                                     | Посольство в Берлине (совм.)                                             |
| Джибути                   | 04.07.2017                  | нет                                                                             | нет                                                                      |
| Доминиканская Республика  | 09.02.2009                  | нет                                                                             | нет                                                                      |
| Доминика                  | 13.10.2016                  | нет                                                                             | нет                                                                      |
| Египет                    | 03.02.1993                  | нет                                                                             | нет                                                                      |
| Замбия                    | 02.12.1993                  | нет                                                                             | нет                                                                      |
| Зимбабве                  | 22.03.1999                  | нет                                                                             | нет                                                                      |
| Израиль                   | 08.10.1993                  | Посольство в Ашхабаде                                                           | Посольство в Риме (совм.)                                                |
| Индия                     | 20.04.1992                  | Посольство в Ашхабаде Архивная копия от 5 апреля 2020 на Wayback Machine        | Посольство в Дели                                                        |
| Индонезия                 | 10.12.1992                  | Посольство в Тегеране (совм.)                                                   | Пос-во в Куала-Лумпуре (совм.)                                           |
| Иордания                  | 18.02.1993                  | Посольство в Анкаре (совм.)                                                     | Посольство в Эр-Рияде (совм.)                                            |
| Ирак                      | 31.07.2009                  | нет                                                                             | Посольство в Абу-Даби (совм.)                                            |
| Иран                      | 18.02.1992                  | Посольство в Ашхабаде                                                           | Посольство в Тегеране                                                    |
| Ирландия                  | 16.10.2007                  | Посольство в Москве (совм.)                                                     | нет                                                                      |
| Исландия                  | 13.02.1997                  | Посольство в Москве (совм.)                                                     | нет                                                                      |
| Испания                   | 19.03.1992                  | Посольство в Москве (совм.)                                                     | Посольство в Риме (совм.)                                                |
| Италия                    | 09.06.1992                  | Посольство в Ашхабаде                                                           | Посольство в Риме                                                        |
| Йемен                     | 27.02.1995                  | нет                                                                             | нет                                                                      |
| Казахстан                 | 05.10.1992                  | Посольство в Ашхабаде                                                           | Посольство в Астане                                                      |
| Камбоджа                  | 06.04.1995                  | нет                                                                             | нет                                                                      |
| Канада                    | 17.04.1992                  | Посольство в Анкаре (совм.)                                                     | Посольство в Вашингтоне (совм.)                                          |
| Катар                     | 22.11.1996                  | Посольство в Тегеране (совм.)                                                   | Посольство в Эр-Рияде (совм.)                                            |
| Кипр                      | 13.11.2007                  | Посольство в Москве (совм.)                                                     | нет                                                                      |
| Китай                     | 06.01.1992                  | Посольство в Ашхабаде Архивная копия от 5 июня 2019 на Wayback Machine          | Посольство в Пекине                                                      |
| Колумбия                  | 27.08.1996                  | нет                                                                             | нет                                                                      |
| Северная Корея            | 10.01.1992                  | нет                                                                             | Посольство в Пекине (совм.)                                              |
| Южная Корея               | 07.02.1992                  | Посольство в Ашхабаде Архивная копия от 20 декабря 2017 на Wayback Machine      | Посольство в Сеуле                                                       |
| Куба                      | 23.03.1992                  | Посольство в Баку (совм.)                                                       | Постпредство при ООН (совм.)                                             |
| Кувейт                    | 13.01.1995                  | нет                                                                             | Посольство в Эр-Рияде (совм.)                                            |
| Киргизия                  | 05.10.1992                  | Посольство в Ашхабаде                                                           | Посольство в Бишкеке                                                     |
| Лаос                      | 04.02.1994                  | нет                                                                             | нет                                                                      |
| Латвия                    | 13.01.1993                  | Посольство в Ташкенте (совм.)                                                   | Посольство в Берлине (совм.)                                             |
| Ливан                     | 06.05.1993                  | нет                                                                             | нет                                                                      |
| Ливия                     | 08.12.1992                  | Посольство в Ашхабаде                                                           | нет                                                                      |
| Литва                     | 21.07.1992                  | Посольство в Баку (совм.)                                                       | Посольство в Минске (совм.)                                              |
| Люксембург                | 02.10.1992                  | нет                                                                             | Посольство в Брюсселе (совм.)                                            |
| Маврикий                  | 02.07.1997                  | нет                                                                             | нет                                                                      |
| Мадагаскар                | 01.12.1995                  | нет                                                                             | нет                                                                      |
| Македония                 | 21.06.1996                  | нет                                                                             | нет                                                                      |
| Малави                    | 20.02.1998                  | нет                                                                             | нет                                                                      |
| Малайзия                  | 17.05.1992                  | Посольство в Ашхабаде Архивная копия от 16 июля 2019 на Wayback Machine         | Посольство в Куала-Лумпуре                                               |
| Мали                      | 16.11.1992                  | нет                                                                             | нет                                                                      |
| Мальдивы                  | 25.09.1992                  | нет                                                                             | нет                                                                      |
| Мальта                    | 25.02.1993                  | Посол с резиденцией в Валетте                                                   | нет                                                                      |
| Мальтийский Орден         | 30.10.2007                  | нет                                                                             | нет                                                                      |
| Марокко                   | 25.09.1992                  | нет                                                                             | Посольство в Анкаре (совм.)                                              |
| Маршалловы Острова        | 0.10.1996                   | нет                                                                             | нет                                                                      |
| Мексика                   | 27.03.1992                  | Посольство в Анкаре (совм.)                                                     | Посольство в Вашингтоне (совм.)                                          |
| Мозамбик                  | 22.11.1996                  | нет                                                                             | нет                                                                      |
| Молдова                   | 05.10.1992                  | Посольство в Киеве (совм.)                                                      | Посольство в Киеве (совм.)                                               |
| Монако                    | 08.09.2015                  | нет                                                                             | нет                                                                      |
| Монголия                  | 23.04.1992                  | Посольство в Астане (совм.)                                                     | Посольство в Пекине (совм.)                                              |
| Мьянма                    | 26.08.1999                  | нет                                                                             | нет                                                                      |
| Непал                     | 17.10.2005                  | нет                                                                             | Посольство в Дели (совм.)                                                |
| Нигер                     | 22.06.2021                  | нет                                                                             | нет                                                                      |
| Нидерланды                | 20.05.1992                  | Посольство в Москве (совм.)                                                     | Посольство в Брюсселе (совм.)                                            |
| Никарагуа                 | 29.08.1996                  | нет                                                                             | нет                                                                      |
| Новая Зеландия            | 08.09.1992                  | Посольство в Москве (совм.)                                                     | нет                                                                      |
| Норвегия                  | 08.06.1992                  | Посольство в Астане (совм.)                                                     | Посольство в Лондоне (совм.)                                             |
| ОАЭ                       | 10.10.1995                  | Посольство в Ашхабаде                                                           | Посольство в Абу-Даби                                                    |
| Оман                      | 29.05.1992                  | нет                                                                             | Посольство в Эр-Рияде (совм.)                                            |
| Пакистан                  | 09.05.1992                  | Посольство в Ашхабаде Архивная копия от 14 июля 2019 на Wayback Machine         | Посольство в Исламабаде                                                  |
| Палестина                 | 17.04.1992                  | Посольство в Ашхабаде                                                           | Посольство в Эр-Рияде (совм.)                                            |
| Панама                    | 28.07.2015                  | Посольство в Москве (совм.)                                                     | нет                                                                      |
| Парагвай                  | 28.07.2017                  | нет                                                                             | нет                                                                      |
| Перу                      | 07.05.1997                  | нет                                                                             | нет                                                                      |
| Польша                    | 29.09.1992                  | Посольство в Баку (совм.)                                                       | Посольство в Берлине (совм.)                                             |
| Португалия                | 13.08.1992                  | Посольство в Анкаре (совм.)                                                     | нет                                                                      |
| Республика Конго          | 22.05.2021                  | нет                                                                             | нет                                                                      |
| Россия                    | 08.04.1992                  | Посольство в Ашхабаде                                                           | Посольство в Москве Архивная копия от 28 февраля 2019 на Wayback Machine |
| Румыния                   | 21.07.1992                  | Посольство в Ашхабаде Архивная копия от 29 января 2020 на Wayback Machine       | Посольство в Бухаресте                                                   |
| Сальвадор                 | 20.05.1999                  | нет                                                                             | нет                                                                      |
| Саудовская Аравия         | 22.02.1992                  | Посольство в Ашхабаде Архивная копия от 24 февраля 2018 на Wayback Machine      | Посольство в Эр-Рияде                                                    |
| Сенегал                   | 25.09.2014                  | нет                                                                             | нет                                                                      |
| Сент-Китс и Невис         | 31.05.2017                  | нет                                                                             | нет                                                                      |
| Сербия                    | 26.08.1996                  | Посольство в Москве (совм.)                                                     | нет                                                                      |
| Сингапур                  | 12.09.1996                  | нет                                                                             | Посольство в Сеуле (совм.)                                               |
| Сирия                     | 26.03.1992                  | нет                                                                             | нет                                                                      |
| Словакия                  | 01.01.1993                  | Посольство в Ташкенте (совм.)                                                   | Посольство в Вене (совм.)                                                |
| Словения                  | 11.11.1993                  | Посольство в Москве (совм.)                                                     | Посольство в Москве (совм.)                                              |
| Соединенные Штаты Америки | 10.04.1992                  | Посольство в Ашхабаде                                                           | Посольство в Вашингтоне                                                  |
| Сомали                    | 04.11.2019                  | Посольство в Анкаре (совм.)                                                     | нет                                                                      |
| Судан                     | 17.08.2015                  | нет                                                                             | нет                                                                      |
| Южный Судан               | 17.08.2012                  | Посольство в Москве (совм.)                                                     | нет                                                                      |
| Суринам                   | 25.06.1999                  | нет                                                                             | нет                                                                      |
| Таджикистан               | 27.01.1993                  | Посольство в Ашхабаде                                                           | Посольство в Душанбе                                                     |
| Таиланд                   | 06.07.1992                  | Посольство в Анкаре (совм.)                                                     | Пос-во в Куала-Лумпуре (совм.)                                           |
| Того                      | 25.09.2014                  | нет                                                                             | нет                                                                      |
| Тунис                     | 30.11.1992                  | Посольство в Москве (совм.)                                                     | Посольство в Анкаре (совм.)                                              |
| Турция                    | 29.02.1992                  | Посольство в Ашхабаде Архивная копия от 26 августа 2017 на Wayback Machine      | Посольство в Анкаре                                                      |
| Уганда                    | 05.08.1999                  | нет                                                                             | нет                                                                      |
| Узбекистан                | 07.02.1993                  | Посольство в Ашхабаде Архивная копия от 3 июля 2019 на Wayback Machine          | Посольство в Ташкенте                                                    |
| Украина                   | 10.10.1992                  | Посольство в Ашхабаде Архивная копия от 2 июня 2018 на Wayback Machine          | Посольство в Киеве                                                       |
| Уругвай                   | 16.07.1996                  | нет                                                                             | нет                                                                      |
| Фиджи                     | 02.05.2014                  | нет                                                                             | нет                                                                      |
| Филиппины                 | 23.07.1993                  | нет                                                                             | Посольство в Токио (совм.)                                               |
| Финляндия                 | 10.06.1992                  | Посол в Хельсинки                                                               | Посольство в Лондоне (совм.)                                             |
| Франция                   | 06.03.1992                  | Посольство в Ашхабаде Архивная копия от 8 января 2017 на Wayback Machine        | Посольство в Париже                                                      |
| Хорватия                  | 02.07.1996                  | Посольство в Анкаре (совм.)                                                     | Посольство в Бухаресте (совм.)                                           |
| Чад                       | 04.10.1994                  | нет                                                                             | нет                                                                      |
| Черногория                | 26.11.2008                  | нет                                                                             | нет                                                                      |
| Чехия                     | 31.01.1993                  | Посольство в Ташкенте (совм.)                                                   | Посольство в Вене (совм.)                                                |
| Чили                      | 27.07.1994                  | нет                                                                             | нет                                                                      |
| Швейцария                 | 08.05.1992                  | Посольство в Баку (совм.) Архивная копия от 15 августа 2020 на Wayback Machine  | Посольство в Женеве                                                      |
| Швеция                    | 10.04.1992                  | Посол с резид. в Стокгольме                                                     | Посольство в Лондоне (совм.)                                             |
| Шри-Ланка                 | 18.04.1996                  | Посольство в Тегеране (совм.)                                                   | Посольство в Дели (совм.)                                                |
| Эквадор                   | 11.06.1996                  | нет                                                                             | нет                                                                      |
| Эстония                   | 26.08.1994                  | Посольство в Астане (совм.)                                                     | нет                                                                      |
| Эфиопия                   | 11.11.2015                  | Посольство в Анкаре (совм.)                                                     | нет                                                                      |
| Южная Африка              | 11.05.1992                  | Посольство в Астане (совм.)                                                     | нет                                                                      |
| Ямайка                    | 16.07.1996                  | нет                                                                             | нет                                                                      |
| Япония                    | 22.04.1992                  | Посольство в Ашхабаде Архивная копия от 13 ноября 2018 на Wayback Machine       | Посольство в Токио                                                       |